# 华林寺 (福州)
华林寺（平話字：Huà-lìng Sê）位于中國福州市鼓樓區屏山南麓，鼓屏路北端，福建省人民政府大院东侧，坐北朝南。华林寺建于北宋乾德二年（964年），为当时负责福州政事的吴越国官员鲍修让为祈求国境安宁而主持修建。初名越山吉祥禅院，明正统九年（1444年），御赐匾额“华林寺”，遂以之为名，并沿用至今。古时华林寺一带馆舍清幽，梅荔满园，林木茂盛。名士李纲、张浚、王应山、谢肇等皆曾游览于此。寺院建成后，几经兴废，原有殿堂庭阁等大部被毁。惟余大雄宝殿，乃宋代遗构，是长江以南现存最古老的木构建筑，1982年公布为全国重点文物保护单位。大殿单檐九脊顶，构架抬梁式，其18根殿柱以上全用斗栱支撑。大殿建造手法在唐宋木构建筑中独具一格，对日本镰仓时期（12世纪）建筑风格影响颇大。 20世纪80年代大修时，又补建山门、配殿等，周以红墙。

## 古刹历史

### 宋朝
北宋乾德二年（964年），吴越国王钱俶仍割据浙江和福州等地，知福州彰武军事鲍修让为祈求佛祖保佑郡境的安宁，从思想上加强对榕统治，拆卸原闽国宫殿，利用所拆下来的材料在屏山南麓建成华林寺前身“越山吉祥禅院”。依五代形制的大殿为木结构；面宽三间，进深四间，八架椽，九脊；屋顶为单檐歇山顶。
彼时建成文昌祠、普陀岩和正殿等。正殿之后有法堂，法堂之西有祖师殿，都以屏山为靠背。此后，又建造数座禅院，规模宏大。十四年后吴越国向宋纳土，福州才入北宋版图:83。此前福州尚属吴越国，而未入北宋，故华林寺大殿亦可视为五代十国末期之建筑。宋代福州宗教盛行，越山吉祥禅院在众多的寺院中素负盛名，有诗称“城里三山千簇寺，夜来七塔万枝灯”:83。宋高宗曾以宠臣王继先被贬谪寓居于此禅院故，特地将寺院原有四见（倚云）亭赐名“还峰亭”，又御书“越山”、“环峰”刻石于寺，至今篆书残碑犹存:85-86。南宋名臣张浚曾读书于此，并将读书处命名为“绝学寮”。名臣李纲也曾游览至此。

### 明朝

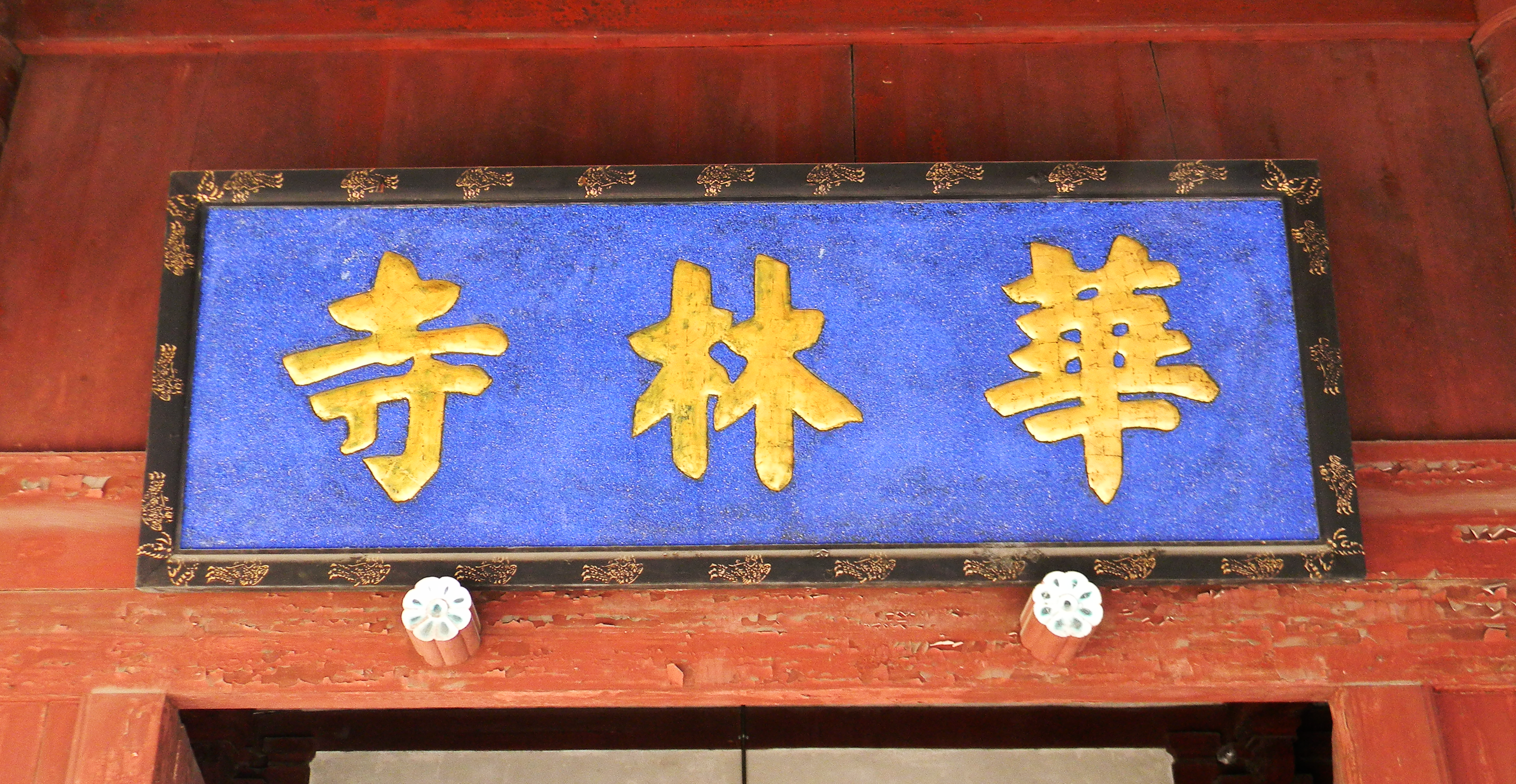
挂在山门上的明代御赐牌匾

明宣德六年（1431年）华林寺重建，正统九年（1444年），御赐匾额“华林寺”，遂改此名，一直沿用至今。明正德年间（1506年-1521年），并入附近的罗汉院、越山庵，后又增建了御书阁、环峰亭、绝学楼、胜会亭等建筑物，华林寺规模增大。以越王山为斧扆，其范围几乎占山南的全部。:83名士王应山、謝肇等曾游览至华林寺。

### 清朝

乳栿下清代增加的天花

清朝顺治初年（1644年）华林寺有过修葺，康熙七年（1668年）再次修缮。雍正年间，寺渐倾圮，寺僧亦已散讫，法堂遂改为普济堂。乾隆十九年（1754年）刊本《福州府志》记载：“西廊有转轮经藏，今圮。东廊有文昌祠、普陀岩，正殿之后为法堂，法堂西祖师殿，以越王山为斧扆。”嘉道年间重建大殿、天王殿、山门、廊庑、客堂、僧舍等。其中嘉庆二十三年（1818年）至道光六年（1826年），华林寺进行了大规模重修，原大殿的面阔三间被扩建成面阔七间，进深四间扩为八间；单檐改为副阶重檐，仍为歇山顶。还增建了准提楼、文昌阁、火神庙、金佛殿及大士阁等。林则徐曾为它写联：“似闻陶令开三径，来与弥陀共一龛”，并撰《重建越山华林寺碑记》一文，勒石以志。这一文也对华林寺的建造发展及修复作了一番详细的记述。宣统三年（1911年）又进行了一次小修。

### 共和国时期
1953年福建省第一次文物普查中，华林寺被发现为省级文物保护单位，1955年对大殿构架进行加固，翻修屋面。1956年，《文物参考资料》文章显示此地“环境比较僻静，山地附近长着园林树木，更增添了自然景色”。1958年第一次全国文物普查中被鉴定为长江以南最古老木构建筑物。到了1963年，其余附属建筑皆因年久失修，罹风灾、受虫害而倒塌。仅存的大殿亦已构架歪闪，榫卯移位，瓦样面目全非。文化大革命时期，中共福建省委、福建省革命委员会大院从原址省府路迁来，将华林寺及其附近区域占用，原有围墙、长廊、山门、天王寺等悉数拆除。清朝道光时期扩大的部分，亦以“妨碍内部交通”之理由被拆毁。文革后，大殿外围也被拆除，惟华林寺大殿以存储重要物资故得以保留。由于背面建起了一座七层省委大楼，原本能北泻的雨水因而受阻，渗入大殿地下，造成地下水位升高，地面下沉，白蚁成灾，大殿梁柱损坏严重，随时有倒塌之虞。

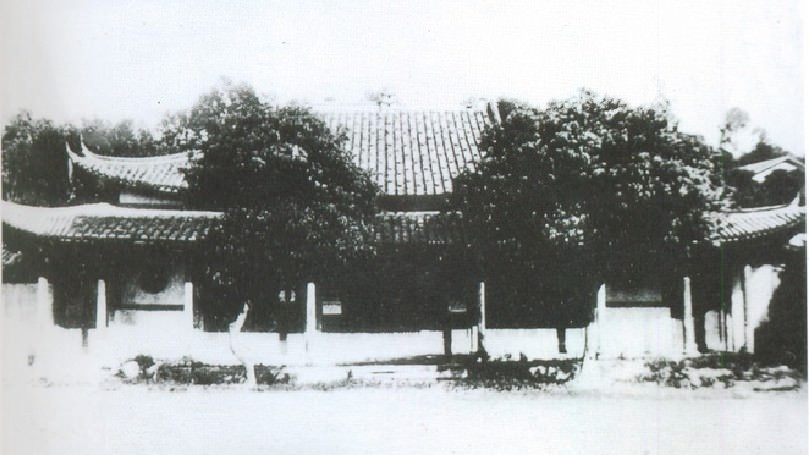
20世纪50年代的华林寺大殿正面
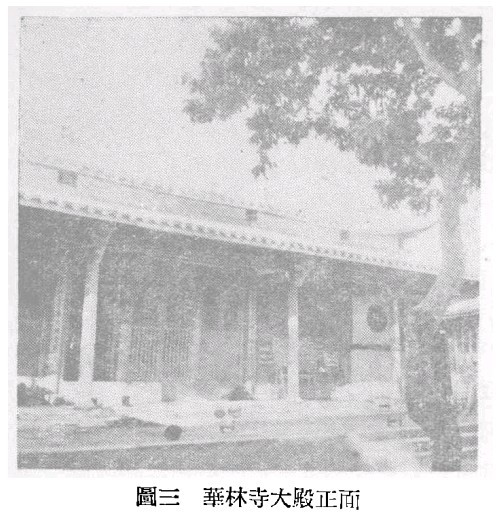
1956年华林寺大殿正面
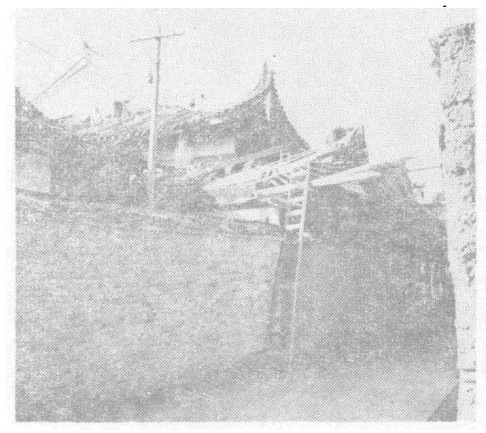
1956年华林寺大殿侧面

20世纪80年代大修中的华林寺

1980年，清华大学教授莫宗江等，受國家文物局委托，对华林寺大殿进行法式测绘，并论证了大殿之年代及其结构。1982年3月，中华人民共和国国务院公布第二批全国重点文物保护单位，华林寺位列其中。然而同年华林寺却即将被拆，遂有福建省政协委员在彼时省政协会议上紧急提案，堆砌在寺内的建筑材料方得以被搬走，大殿主要梁柱得到加固。1983年底省府办公厅就此寺保护与修缮召开会议。与会政协委员认为：华林寺应向群众开放；不可只为了彼时已建在华林寺边的省府大院，就将华林寺四至范围缩太小，“重‘衙门’轻文物”；并要求缓建彼时附近在建的省政府大门。最终，1984年国家文物局拨专款。当年6月，由时任福建省长胡平召开的华林寺大殿维修现场会决定：大殿就地维修，政府机关用地服从保护大殿之需求，并划保护范围；随后成立华林寺大殿修复工程领导小组，着手落架大修。大殿遵循修旧如旧的原则落架修复。为避开省政府大楼，又因彼时原址地势低洼，遂迁移，而新址较原址东偏14.6米，南移8.3米。1984年12月正式动工落架分解，采用环氧树脂粘接与不饱和聚酯灌浆等化学加固工艺，还原宋初形制，并保留原构件造型与特色。砌建石基座、组装构件及安装瓦等等，于1989年10月竣工完成，占地面积5129平方米。同期兴建仿宋山门、仿明清配殿、回廊、铺设下水道、甬道，又添建工作室、接待室及盥洗室等附属建筑:84。之后，寺内除宋高宗篆书残碑，还存有清康熙“华林禅寺香灯碑”等文物。1990年春节华林寺正式对外开放。保护范围确定为：东至福建日报社围墙，西至火神庙（包括火神庙），南至华林路，北至省委大楼。2000年，翻修屋面，重新油飾大殿木柱、梁架、门窗等木构件。1980年代的落架大修后完成后，华林寺每年都有定期维护。2014年10月，由于此前有暴雨，曾闭馆检测漏水，并正好对大殿全面体检以决定是否大修。後以殿外立柱油飾或褪色或脱落，且殿内外渗漏痕迹明显，於2017年4月11日至翌年4月1日闭馆修缮，解决大殿屋面渗漏问题，同时防治白蚁。

## 寺院结构

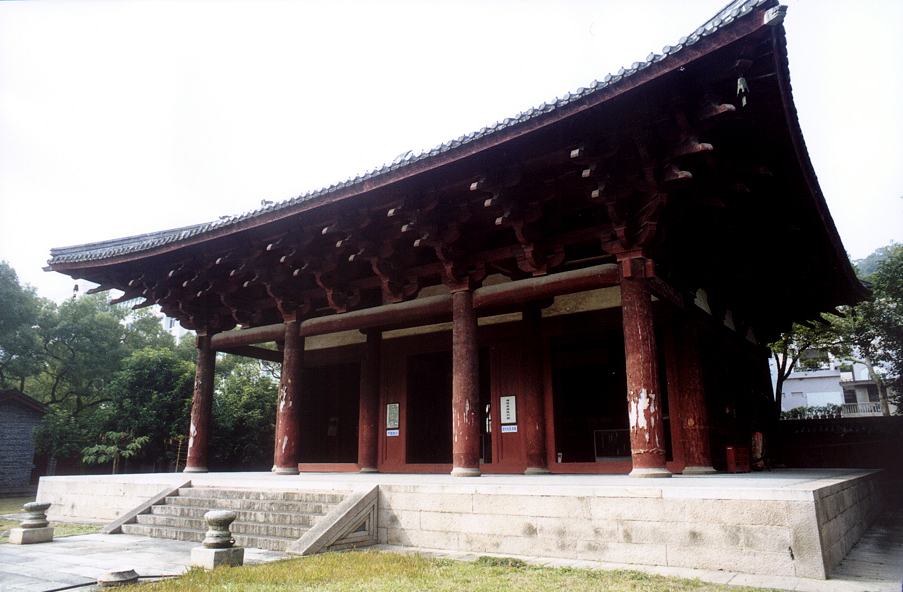
华林寺大殿

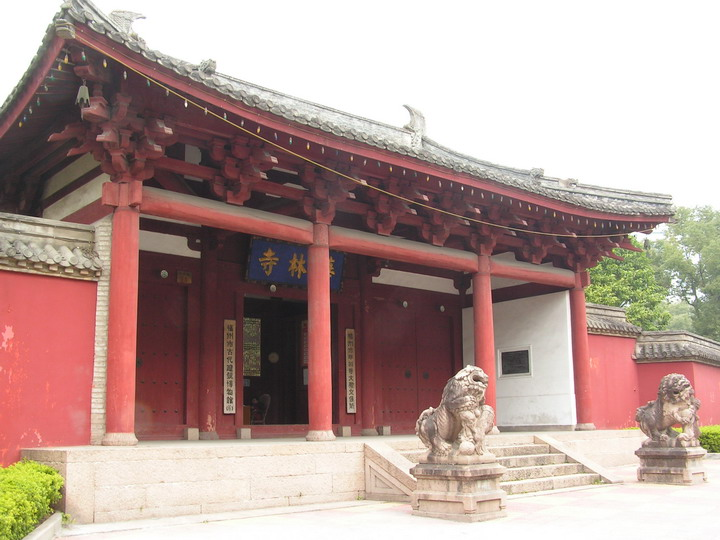
华林寺仿宋山门

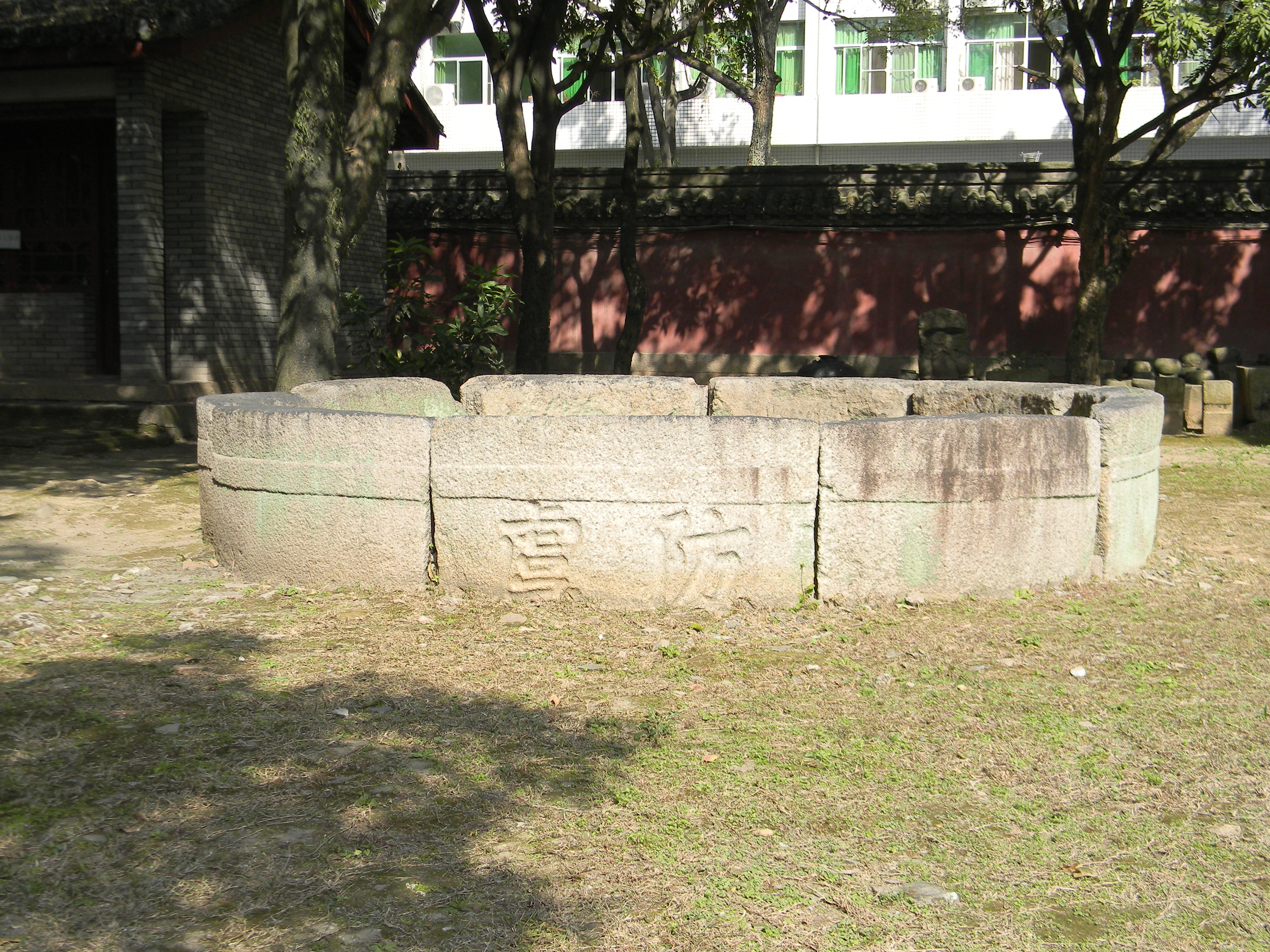
寄存华林寺内围成圈的石头，其中一块上勒“防虞”

现存的整个华林寺寺院被红墙包围。由最南端仿宋山门进入，由甬路通向坐北朝南的华林寺大殿:84。华林寺大殿位于华林寺主轴线中心位置。大院东西侧为仿明清配殿与回廊。附属建筑有工作室、接待室及盥洗室等。:84
大雄宝殿殿内陈列福州建筑图片，其内容包括城垣、祠宇庙堂、民居、塔和桥梁。殿内陈列实物有20世纪80年代对大殿大修时更换下来的材料；还有一座按二十分之一比例缩小的大殿模型，模型中结构、斗栱、榫卯等都按原样缩小制作。西配殿陈列大雄宝殿修复过程，存有文献、图纸、照片和建筑构件实物。回廊东南角，立清康熙年“华林禅寺香灯碑”；而其西南角，立宋高宗赵构御书碑刻残额一方。:85宋御书碑呈圭形，残长1.1米，宽1.2米。其额完整，正中篆书两行：“光尧云龙缠绕，鳞爪毕露”。额下残存一斜角，碑身依稀可辨，亦周以云龙图案装饰，碑文尚存一楷书“山”字，尚缺右边的一点一角，较短促，似部首，可能为“峰”字之残存。有小子款识列“山”之左边，是“德寿殿书”，其下已断残。“殿”字下刻长方形印记，篆书双行为“德寿殿御书宝”，“书”字刻在印记中。:86
院内有相传为闽越王饮马泉的古迹:85。
此外还寄存了九块高约60厘米的石头，长度、弧度、厚度及高度皆相差无几，刚好围成圆，上有凹槽，类似榫眼，一块石上刻有“防虞”二字。福州市考古队队员高健斌称其约于1992年出土，可能用于消防，推断其最早也是清代器物。

## 大殿详情

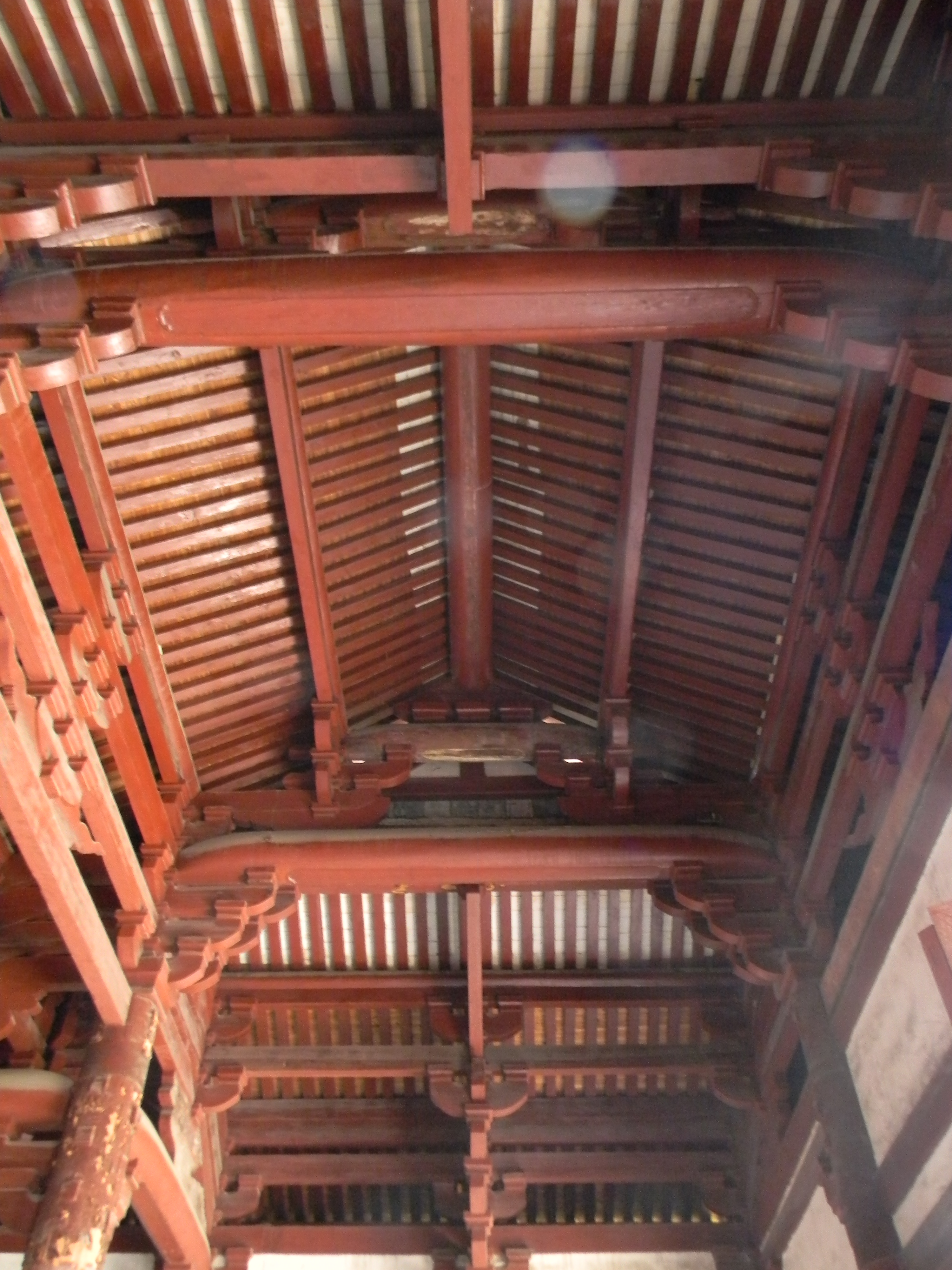
华林寺大殿明间横架

华林寺大殿是长江以南最古老的木构建筑。20世纪80年代大殿落架大修之时，对各个主要部位的构件取样，再经由国家文物局文物保护科学技术研究所碳-14测定，得出结果为：受测样品时间普遍达1200年，时间最早者达1400多年。由此再结合对存留史籍文献的研究，确认大殿建造年代乃公元964年。也确认华林寺大殿梁架与斗拱等构架为最初的原物。建筑古朴雄浑，工艺精湛。大殿用材为一等材:86，规格超等，构件硕大且外形精美。宋《营造法式》规定，九至十一间大殿方可用一等材；而华林寺大殿仅面阔三间，进深四间，却用一等材，是中国古建筑的一个特例:86。

### 主体结构

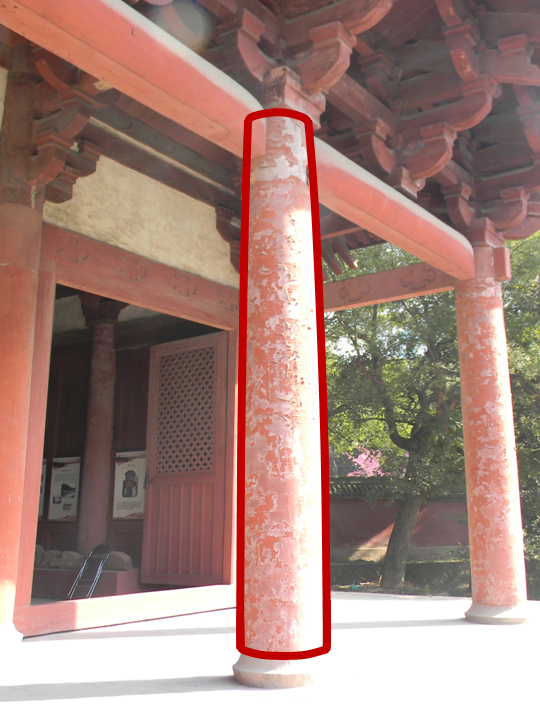
华林寺大殿的梭形殿柱

华林寺大殿平面近方形:85。20世纪80年代修复后，大殿坐北朝南，其平面由前廊和殿身二部分构成，进深四间中，前一间乃前廊，后三间乃殿身。面阔三间15.87米，中间6.51米，旁间各4.68米；进深四间14.68米，前后两间各深3.84米，中间两间各深3.5米。大殿构架抬梁式，单檐九脊顶，全部瓦顶乃筒板布瓦:85。殿高15.5米，大殿面积574平方米。台明面积495.6平方米:85。
其18根殿柱皆为梭形柱，其中内柱4根，檐柱18根。殿内构架主要为两缝横架和两缝纵架所组成，呈“井”字形纵横相交；两横架外，各加出际梁架一缝，承两山出际。大殿内柱子采用减柱法:85，四根内柱高7.2米。檐柱肥而短:86。
前后檐平柱与两山次角柱、中柱皆高1.78米，四根角柱高4.86米。内柱、角柱、前檐平柱及两山前次角柱之底径0.64米，后檐平柱、两山后次角柱、两山中柱之底径0.6米。内柱、檐柱及柱头由间额、额枋纵横联结，形成外层大方形框架结构:85。各柱最大直径在下部三分之一处，向两端逐渐卷杀，至柱顶紧杀如覆盆状；这种两头卷杀的做法，曾在南北朝盛行，隋唐后在华极为少见。内柱高过檐柱2.6米，这原是为了容下内槽佛像:85。四根内柱前后中距7米，内柱头虽有升起，惟与缝上之中平槫有2~3米高差距，在这段距离里，斗栱与枋层层叠置，使斗栱与梁架交融，柱以上几乎全用斗栱支撑，梁的作用反而比斗栱小:88。

### 大殿铺作
大殿四檐及内柱头均施斗栱，而柱头上更用特别粗大的斗栱承托:85。与四周檐柱上三层首尾相接，形成不在同一标高上的铺作层。斗栱用材硕大，单材31.5×16厘米，断面2:1，这个比例在同时代实物中罕见。斗栱总高为檐高三分之四。:88而关于斗栱的配置，只在前檐用了补心铺作，当心间两朵，而两次间各一朵:88。
大殿采用单栱素方面重叠的“扶壁栱”原始构造形式。在外檐柱头栌斗上第一层为泥道栱，栱上为素方，方上为令栱，栱上又为素方:91。
斗栱简洁严谨，外檐铺作外转均为七铺作双抄双昂出四挑，第一与第三挑偷心，第二挑头施重栱承罗汉方，而第四挑头施令栱承撩檐方，与令栱相交的耍头位置出昂，所以外观上是双抄三下昂。
耍头做法与下昂一致:88。
昂嘴的曲线分三段，上乃一枭，下乃一混，而中乃一枭混。沿着曲线轮廓微刻一道线脚。
内向斗栱铺作均按需要，随宜加减，大量运用插栱。
栱斗斗耳较高且有曲线，下端外张；斗底为单混线脚，厚1.5厘米，向内收2厘米，线脚下又有一个直线脚，约0.5厘米厚。斗底有皿板痕迹，保存魏晋风格。山面斗栱后尾连续用五跳偷心华栱及下昂:88。
栱头卷杀五瓣，上为高约14厘米直线，微微向内收约0.5厘米；下有连续曲线，而曲率较小，不用于华北唐辽建筑，与《营造法式》记载也有不同之处。至于单材华栱，山中柱铺所用昂长两架椽，昂尾伸到中平分位，昂身硕大，与山面梁架的结构作用同，日本法隆寺及唐招提寺金堂建筑中的昂与其结构作用有相似处。:91

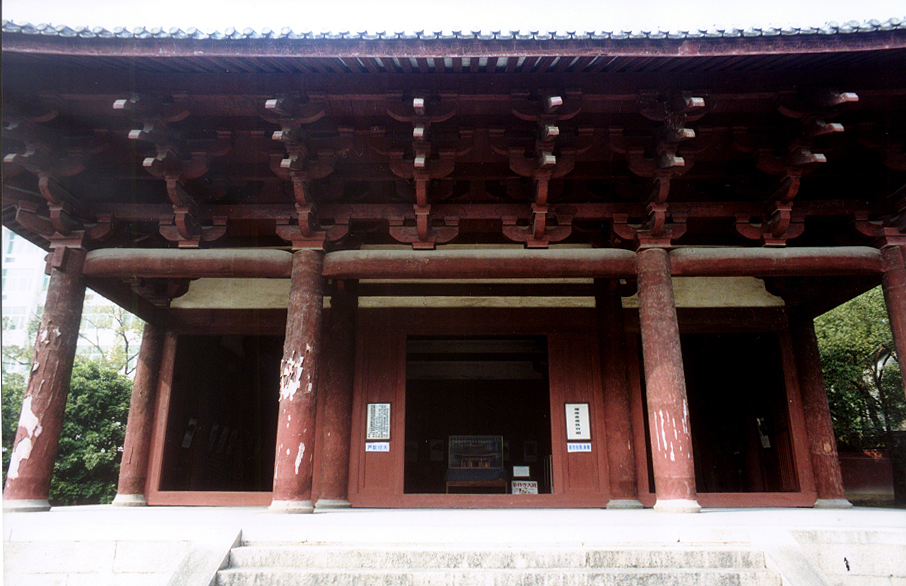
大殿前檐作补间铺作
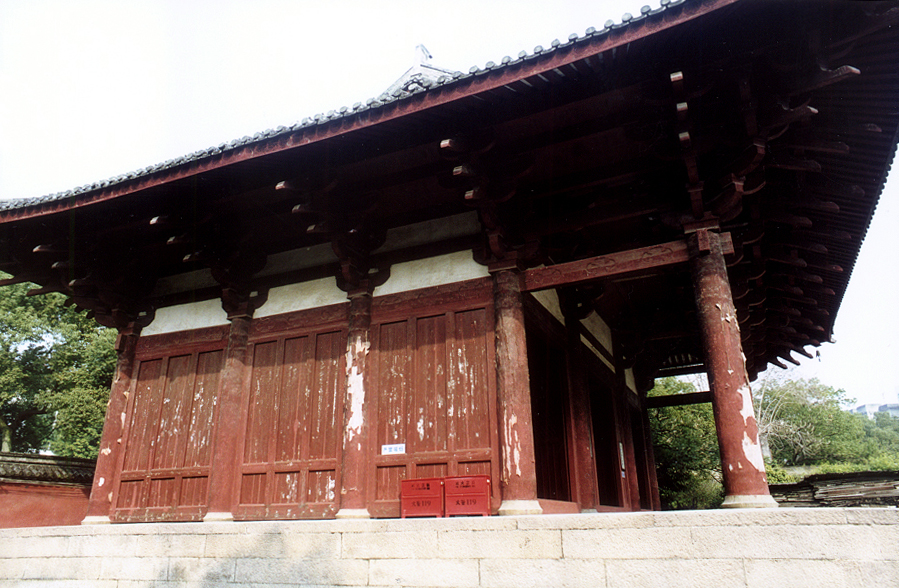
侧面檐下铺作
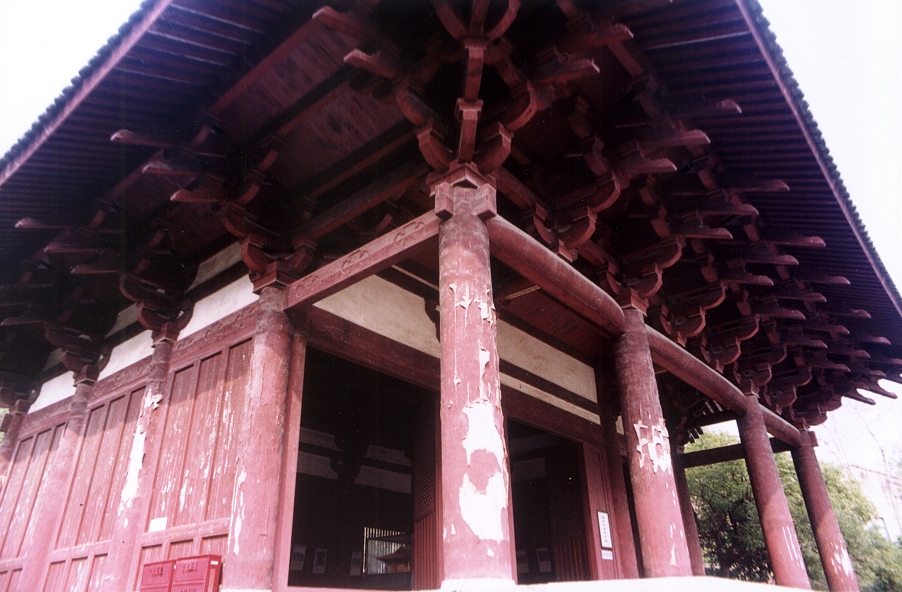
斗拱作七铺作双抄双下昂重拱偷心造，斗底作皿板形
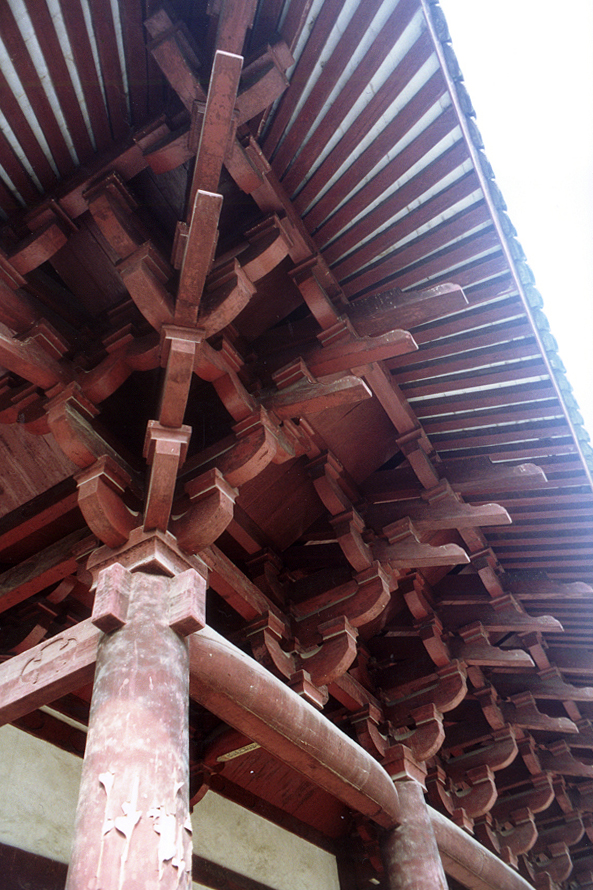
转角铺作
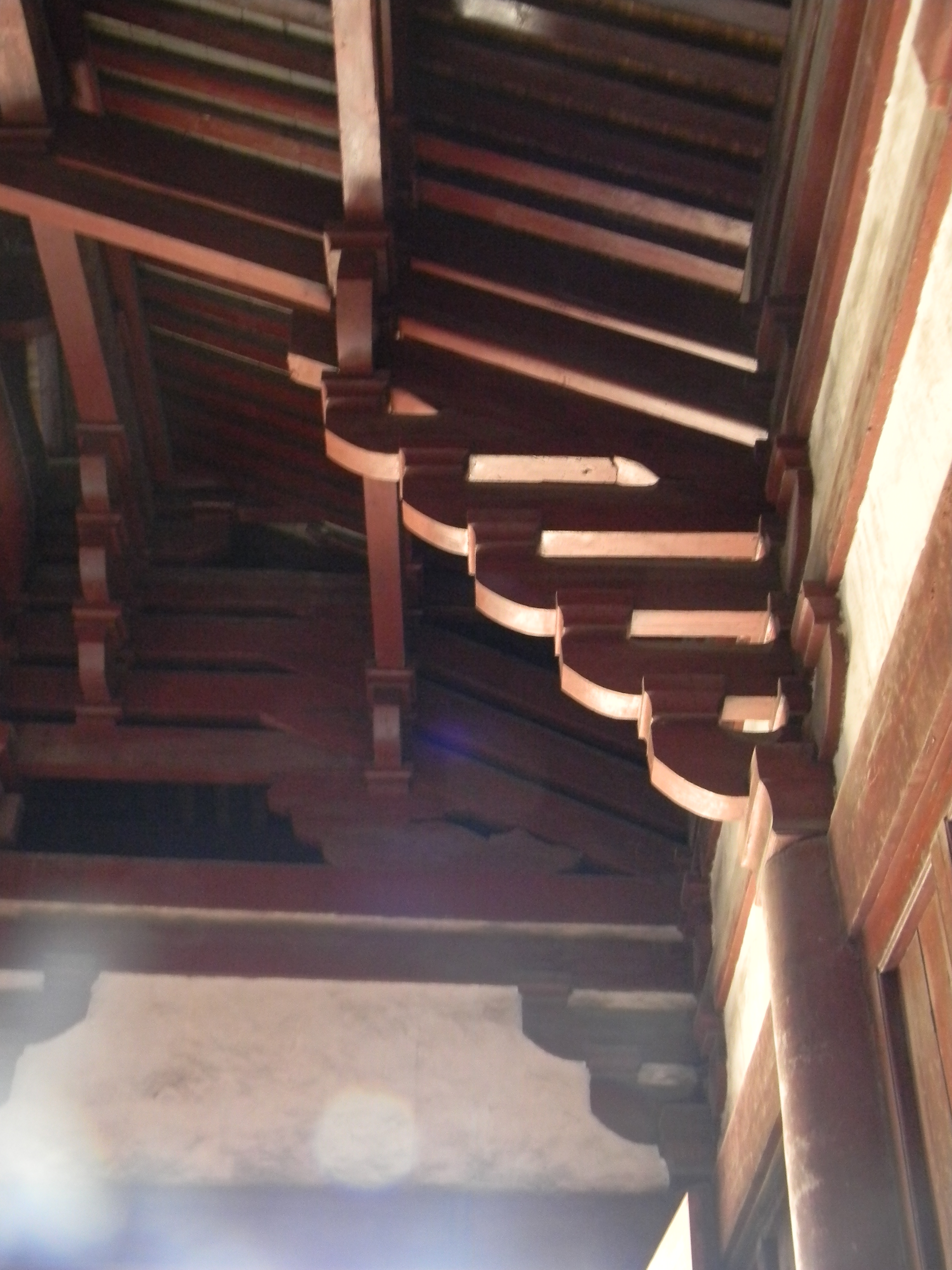
山面中柱里跳华栱及下昂

### 装饰构件
阑额、乳栿均属月梁造作法，造型古朴。月梁包括四橼栿、平梁与前后檐乳栿。两山后次角柱上乳栿、前檐当心间以及次间阑额共计七种十三根，都是用粗大原木制成，断面近圆形，直径皆约0.54米，造型浑圆丰盈，两端由梁背及两侧三方面卷杀至八榫杀，仰视乃梭形。额上不施普拍枋，前檐补间铺作直接坐于阑额上。
大殿有三种驼峰，他们不仅尺度巨大，且有流畅自由的轮廓曲线。后纵架两柱柱头内额上承补间令栱的云形驼峰，曲线对称，2.92米长，0.5米背上，两端各置有一个小驼峰，承平梁下斗栱，1.8米长，0.45米高，而曲线不对称，优美简洁。后檐与两山后次角乳栿上，各自有一个巨大的云形驼峰，曲线不对称，2.84米长，厚0.1米，1米高，恍若逸云，动势强烈。大殿多用驼峰而少用蜀柱，各槫外端顶部用生头木:88。福州文史专家杨秉纶的《福州华林寺大殿》提到，该大殿内构件造型优美，使大殿在古朴雄浑中显出南方建筑特有的轻快秀丽格调:87。
脊檩、前廊东西和后檐乳栿的下皮，保留有清朝康熙三十六年（1697年）、道光四年（1824年）、同治十三年（1874年）等重修的纪年题刻，此外还有“法轮常转”“国界安宁”“皇图巩固”“帝道遐昌”“佛日增辉”等宋代以来吉祥语题刻:86。

## 建筑价值

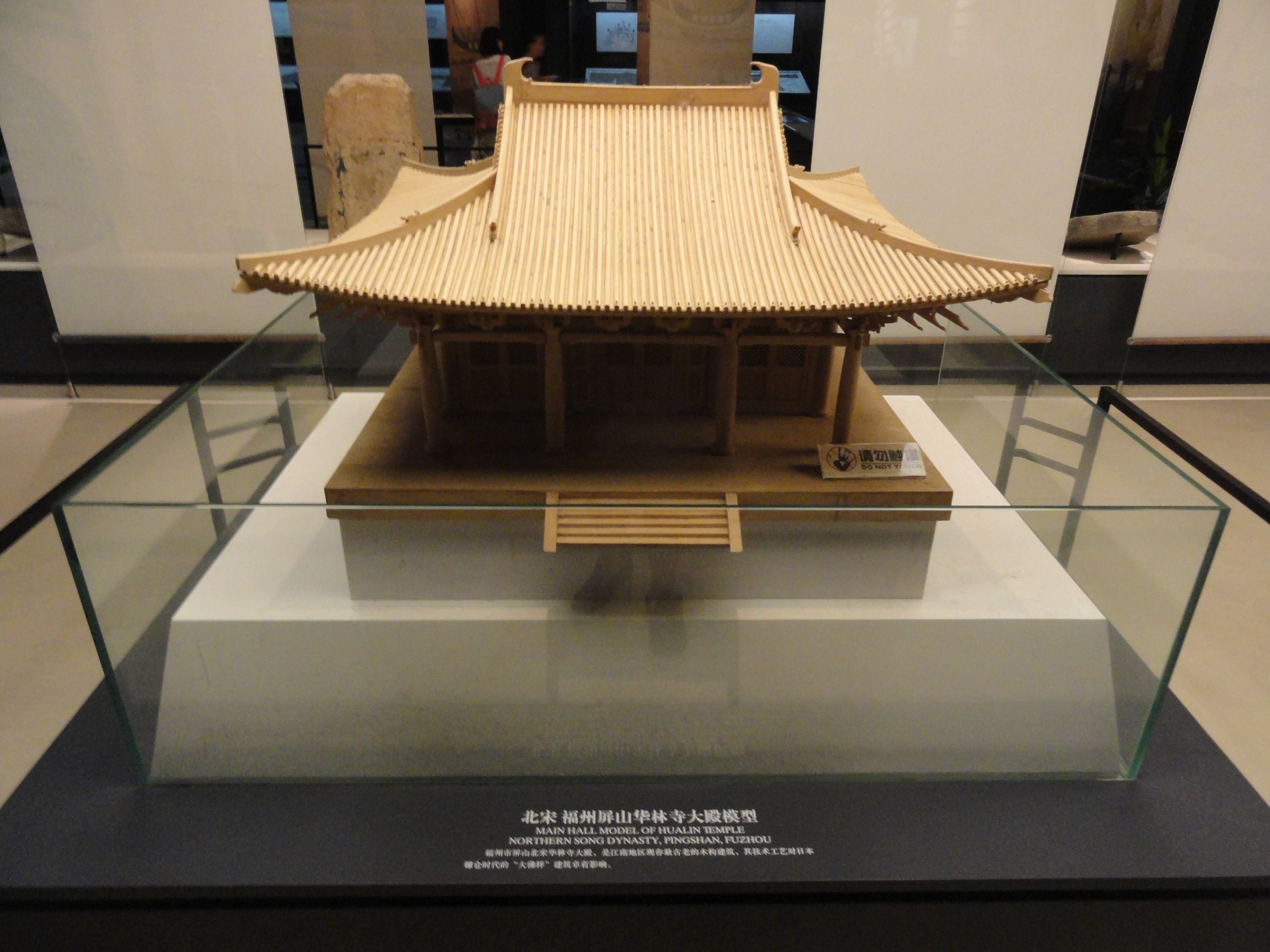
福建博物院收藏的华林寺大殿模型

华林寺大殿为中国长江以南现存最古老木构建筑物。
若以建筑年代之次序排列，在中国古建筑中，华林寺大殿位列于山西的五台山南禅寺大殿和佛光寺大殿、芮城县广仁王庙、平顺县天台庵和大云院、平遥县镇国寺大殿之后，居第七位。名单前六座建筑，皆保存在气候干燥的高原地区，而长江以南气候潮湿多雨，古代木构建筑的存留很难。
其建筑风格因地理上與中原文化中心距離遙遠、建築技藝傳播因素而保留了許多老舊作法，如皿斗、梭柱等制可上溯至魏晉六朝。装饰构件与浅雕团窠及彩绘之结合巧妙，线条简洁粗犷，风格独特，在中国罕见:85。
华林寺的建造方法在全国唐宋木构建筑中独具一格，很多手法是没有记载的孤例，并带有显著闽越地方特色。
华林寺工艺精湛，为研究宋朝的早期建筑艺术提供极其珍贵的实物资料，从这些资料甚至可以上窥唐代乃至南北朝的建筑风格。其被誉为“国宝”。
而根据中日专家及学者之考证，其建造方法对日本平安时代与镰仓时代的寺庙建筑风格也有巨大影响，如镰仓时代的大佛样。
12世纪，日本名僧俊乘坊重源专门为建造东大寺大佛殿，渡船来到彼时的宋朝，参观八闽众寺建造手法，尤其是华林寺的构造技艺与细部手法，并将这佛教寺庙风格移植回日本。而在东大寺大佛殿建设完成后，参与该殿建设的匠人又分散到日本各地建造该样式的佛寺，使“大佛样”在日本传播开。:84
《福建侨报》由此认为，华林寺大殿是中日文化交流的重要历史见证。

## 条目脚注
1. ↑  本篇条目括号内年份使用公元纪年，下不注明。
2. ↑  “鲍修让”又作“鲍脩让”。[12]
3. ↑  越山，即屏山。[5]
4. ↑  越王山，即屏山。[16]:83[21]
5. ↑  福建省革命委员会，系彼时福建省级行政管理机构，后改回福建省人民政府。[27][28]
6. ↑  四至，即建筑基地或耕地四周与别的基地或耕地分界处。[35][36]
7. ↑  据《福州华林寺大殿重修记》载，“一九八六年十二月正式开工”。重修记由福州华林寺大殿修复工程办公室杨秉纶撰，黄启权、曾意丹审定，赵玉林书。碑石镶嵌在山门前东西壁上。
8. ↑  两山出际即不厦两头。[48]
9. ↑  平柱，即明间左右的檐柱[49]。明间，即建筑物里居中的那间[49][50][51]。
10. ↑  角柱，即山墙两端角上的柱子[49]。
11. ↑  中柱，即处在建筑物之纵中线上，并顶着屋脊，而不在山墙内的柱子[49]。
12. ↑  宋《营造法式》内作“杪”，但后世大部分建筑类书籍、论文中均作“抄”，故此处用“抄”，下同。
13. ↑  偷心造，就是在斗栱里，于内跳和外跳的跳头上不置横栱的做法。[52][49]
14. ↑  斗耳，是斗栱里斗和升的上部，经过单向或者双向开凿斗口之后，所馀留下的部分。[54][49]
15. ↑  皿板一般在柱头上端，栌斗下端。当建筑有斗棋做法，则它出现在大坐斗下端，使大作斗牢固。由于早期木构建筑不用普拍枋和阑额，柱头又并不平，各内柱头并不一样多；而皿板能平齐各柱头，皿板上再放栌可稳定整体结构，故用皿板。[55]而皿板在汉至唐之建筑中使用较多[56]。中国古代建筑史学专家张驭寰认为，使用皿板的建筑并不多，因其乃稀有构造[55]。
16. ↑  乳栿乃宋式名称。栿指梁，以乳言其短[49]。
17. ↑  此“国界”二字，最初不指赵宋疆域，而指由闽国被纳入吴越版图的福州。[58]

## 延伸阅读
志书
- 梁克家. . 北京: 方志出版社. 2003.
- 徐景熹 鲁曾煜等. . 台北市: 成文出版社. 1968.
- 福建省福州市地方志编纂委员会. . 北京: 方志出版社. 1999: 513.
- 福州市建筑志编纂委员会. . 北京: 中国建筑工业出版社. : 61–62. ISBN 7112019931.
- 中国博物馆学会. . 北京市. ISBN 9787508006642.

论文
- 林钊. . 文物参考资料 (北京市: 文物出版社). 1956, (7). ISSN 0511-4772.
- 孙闯  刘畅  王雪莹. . 北京: 清华大学建筑学院. 2010.
- 张凡.  (2010年第10期). 北京市: 中国商报社. 2010. ISSN 1006-7833.
- 杨秉纶. . 福建论坛(人文社会科学版) (福州: 福建社会科学院). 1984, (1). ISSN 1671-8402.

网站
- . 福州市博物馆. 2009-03-17  [2015-02-16]. （原始内容存档于2015-02-16）.